# Enrique López Huitrón
Enrique López Huitrón är en ort i Mexiko.   Den ligger i kommunen San Andrés Tuxtla och delstaten Veracruz, i den sydöstra delen av landet, 400 km öster om huvudstaden Mexico City. Enrique López Huitrón ligger 220 meter över havet och antalet invånare är 378.
Terrängen runt Enrique López Huitrón är kuperad åt sydost, men åt nordväst är den platt. Runt Enrique López Huitrón är det ganska tätbefolkat, med 139 invånare per kvadratkilometer. Närmaste större samhälle är La Nueva Victoria, 1,2 km nordväst om Enrique López Huitrón. Omgivningarna runt Enrique López Huitrón är en mosaik av jordbruksmark och naturlig växtlighet.